# Burg Schwaneck
Die Burg Schwaneck ist ein Gebäude am Burgweg in Pullach im Isartal im Landkreis München in Bayern. Sie ist DJH-Jugendherberge und Jugendbildungsstätte. Mit dem Naturerlebniszentrum bildet sie das Bildungszentrum Burg Schwaneck. Erbaut wurde die Burg erst im 19. Jahrhundert und trägt die Bezeichnung Burg als Hausnamen (im Gegensatz zu „echten“ mittelalterlichen Burgen). Die Anlage ist unter der Aktennummer D-1-84-139-3 als denkmalgeschütztes Baudenkmal von Pullach verzeichnet.

## Geographische Lage
Das Gebäude befindet sich an der südlichen Stadtgrenze von München in der Gemeinde Pullach. Die Lage am Hochufer der Isar bietet einen Ausblick über das Isartal bis hin zu den Alpen.

## Geschichte
Der Bildhauer Ludwig von Schwanthaler erfüllte sich mit dem Bau der Burg Schwaneck einen Kindheitstraum. Nach der Einweihung 1843 nutzte er den Burgfried vor allem zum Feiern rauschender Feste.
Schwanthaler war kurz zuvor vom bayerischen König geadelt worden; der Bau einer „Burg“ entsprach aber nicht nur dem Adelstitel, sondern auch einer allgemeinen (unkritischen) Mittelalterschwärmerei, die Schwanthaler mit etlichen Zeitgenossen teilte. Entsprechend den eher bürgerlichen Vermögensverhältnissen Schwanthalers war der Bau ursprünglich weit bescheidener als er sich heute zeigt.
Nach Schwanthalers Tod 1848 kam das Haus zunächst an die Familie eines Cousins. 1863 erwarb es Karl Mayer Ritter und Edler von Mayerfels, der ebenfalls mittelalterbegeistert war und es erweitern und umbauen ließ. Seine Sammelleidenschaft führte dazu, dass bei seinem Auszug aus der Burg angeblich 30 Güterwaggons voll Mobiliar und mittelalterlicher Requisiten abtransportiert werden mussten.
Über die zwischenzeitliche Bewohnerin, die britische Künstlerin Edith Wentworth Dunbar, gelangte es um 1900 in den Besitz des Münchener Bau- und Immobilienunternehmers Jakob Heilmann, der das Gebäude erneut erweiterte und veränderte. Heilmann vererbte das Haus seinem Sohn Otto, und 1955 erwarb es schließlich der Landkreis München.
Der Kreisjugendring München-Land nutzt das Gebäude als Jugendbildungsstätte und Jugendherberge. Nach einem Anbau in den siebziger Jahren und einer grundlegenden Sanierung von 2003 bis 2006 bietet das Haus heute rund 130 Gästen Platz für Seminare, Tagungen oder Schul- und Ferienfahrten. 
Von Oktober 2015 bis März 2017 wurde die Jugendherberge Burg Schwaneck vom Landkreis München als Notunterkunft zur Unterbringung von unbegleiteten geflüchteten Jugendlichen genutzt. Nach einer Umbauphase hat die Jugendherberge am 1. Juli 2017 ihren Betrieb wieder aufgenommen.